# Mackenzie Rosman
Mackenzie Lyn Rosman (Charleston, Dél-Karolina, 1989. december 28. –) amerikai színésznő.
Hírnevét a Hetedik mennyország című televíziós sorozattal szerezte.

## Élete és pályafutása
Kisebb korában is szerepelt már különféle reklámfilmekben. 1996-ban kapta meg Ruthie Camden szerepét a Hetedik mennyország című sorozatban, amelynek a 10. évadjáig minden epizódjában szerepelt.
2022-ben lánya született. Az amerikai Marylandben él.

## Szerepei
- Hetedik mennyország (7th Heaven) (1996–2006)
- Gideon (1999)